# رافضة
الرافضة أو الروافض (المفرد: رافضي) وهو مصطلح قديم لتسمية الشيعة الاثني عشرية  ويُعرف المصطلح بين عموم أهل السنة قديمًا، أما حديثًا فيُستعمل بشكل كبير من قبل بعض حركات وجماعات الإسلام السياسي المُحافظة كما يستخدم المصطلح بشكل متكرر ضمن المنشورات الإعلامية الترويجية لتنظيم الدولة الإسلامية (داعش)، وتشير الكلمة لعدم اعتراف (رفض) الشيعة بالخلفاء أبي بكر الصديق وعمر بن الخطاب وعثمان بن عفان خلفاءًا شرعيين للنبي محمد ويعتبرون علي بن أبي طالب أحق بخلافة النبي. ومعنى الكلمة المعجمي هو «الترك». وقد ذكر ابن منظور: «الرفض تركك الشيء تقول: رفضني فرفضته، رفضت الشيء أرفضه رفضًا. تركته وفرقته، والرفض، الشيء المتفرق والجمع: أرفاض».

## تاريخ استخدام المصطلح

### حسب ابن تيمية
قال ابن تيمية في أصل تسمية الرافضة: «من زمن خروج زيد - يقصد زيد بن علي - افترقت الشيعة إلى رافضة وزيدية، فإنه لما سئل عن أبي بكر وعمر فترحم عليهما، رفضه قوم فقال لهم: رفضتموني. فسُمّوا رافضة لرفضهم إياه، وسُمّي من لم يرفضه من الشيعة زيدياً لانتسابهم إليه».

### حسب الروايات الشيعية
- إن مصطلح الرافضة كان يستعمل حتى قبل ولادة زيد بن علي. حيث كان يطلق سياسيا على كل جماعة لم تقبل الحكومة القائمة -أي انه يرادف مصطلح «المعارضة» في الوقت الحالي- فنجد ان معاوية ابن ابي سفيان يصف شيعة عثمان ـ الذين لم يخضعوا لحكومة علي بن أبي طالب وسلطته ـ بالرافضة ويكتب في كتابه إلى عمرو بن العاص وهو في البيع في فلسطين « أمّا بعد : فإنّه كان من أمر علي وطلحة والزبير ما قد بلغك، وقد سقط إلينا مروان بن الحكم في رافضة أهل البصرة وقدم علينا جرير بن عبد اللّه في بيعة علي، وقد حبست نفسي عليك حتى تأتيني، أقبل أُذاكرك أمراً ».[7][8][9]
- كما انا نجد هذا المصطلح قد ورد على لسان الإمام محمد الباقر -خامس أئمة الشيعة- الذي توفي قبل ثورة زيد بن علي بثماني سنوات حيث روى أبو الجارود عن الامام محمد الباقر : إنّ رجلاً يقول إنّ فلاناً سمّانا باسم، قال : وما ذاك الاسم؟ قال : سمّانا الرافضة. فقال الإمام ـ مشيراً بيده إلى صدره ـ : وأنا من الرافضة وهو مني.[10]

## رأي الشيعة الاثناعشرية

### مدح تسمية الرافضة عند الإمامية
تفتخر الشيعة الإمامية بهذه التسمية، يقول الشيعي أبو جعفر محمد بن جرير بن رستم الطبري « إنهم إنما قيل لهم رافضة لأنهم رفضوا الباطل وتمسكوا بالحق »، وذكر أيضاً أنّ عمار الدهني شهد شهادة عند أبي ليلى القاضي فقال له: قُم يا عمار فقد عرفناك لا تقبل شهادتك لأنّك رافضيّ، فقام عمار يبكي فقال ابن أبي ليلى: أنت رجل من أهل العلم والحديث، إن كان يسوؤك أن نقول لك رافضيّ فتبرأ من الرّفض وأنت من إخواننا، فقال له عمار: ما هذا والله إلى حيث ذهبت. ولكني بكيت عليك وعليَّ. أما بكائي على نفسي فنسبتي إلى رتبةٍ شريفة لست من أهلها.
ورويّ أنّه كان عبد الملك بن مروان لمّا سمع من الفرزدق قصيدته المعروفة في مدح الإمام عليّ بن الحسين قال له: أو رافضيّ أيضًا أنت؟ فقال الفرزدق: إن كان حبّ آل محمّد رفضًا فأنا هذاك.
كما جاء في المحاسن: «قلت لأبي جعفر: جعلت فداك اسم سُمينا به استحلت به الولاة دماءنا وأموالنا وعذابنا قال: وما هو؟ قال: الرّافضة فقال أبو جعفر : إنّ سبعين رجلاً من عسكر فرعون رفضوا فرعون فأتوا موسى فلم يكن في قوم موسى الرّافضة فأوحى الله إلى موسى أن ثبت لهم هذا الاسم في التوراة فإنّي قد نحلتهم وذلك اسم قد نحلكموه الله ». وذكر في نفس المصدر السابق: «عن أبي عبد الله قال: والله نعم الاسم الّذي منحكم الله ما دمتم تأخذون بقولنا ولا تكذبون علينا، قال: وقال لي أبو عبد الله هذا القول إنّي كنت أخبرته أنّ رجلاً قال لي: إياك أن تكون رافضياً ».
كما أنّ الإمام جعفر الصادق قال في حديث طويل أنّ الرّافضة هم سبعون رجلًا من بني إسرائيل رفضوا فرعون وقومه لما ولحقوا بموسى فسمّوا في عسكر موسى الرافضة لأنّهم رفضوا فرعون فأوحى الله لموسى أن يثبت لهم اسم الرّافضة في التّوراة، ثمّ ذكر جعفر مناقبهم وما أعدّ لهم من نعيم 

### الشافعي ونسب الرفض له
قال الشافعي في إحدى قصائدة قوله :
ذكر البيهقي ان الشافعي قال تلك الابيات حينما نسبته الخوارج إلى الرفض حسدا وبغيا ولكنه لم يذكر مصدرا لكلامه.
وقال في قصيدة أخرى يمدح علياً وأبا بكر:
وذكر البيهقي مصدرا لكلامه وهو كتاب توالي التأسيس صفحة 74.
ونسب البيهقي للشافعي قوله: